# HMCS Forrest Hill (K486)
HMCS Forrest Hill (K486) je bila korveta izboljšanega razreda Flower, ki je med drugo svetovno vojno plula pod zastavo Kraljeve kanadske vojne mornarice.

## Zgodovina
Kraljeva vojna mornarica je že pred dokončanjem gradnje predala HMS Ceanothos (K486), ki jo je nato preimenovala.